# تارک (کالبدشناسی)
تارک یا تاج (به انگلیسی: Crown)، بخش بالایی سر در پشت راس است. کالبدشناسی تارک در میان جانداران مختلف متفاوت است. تارک انسان از سه لایه پوست سر در بالای جمجمه ساخته شده‌است. تارک همچنین طیف وسیعی از ساختارهای استخوانی را می‌پوشاند و شامل رگ‌های خونی و شاخه‌های عصبی سه‌قلو است.

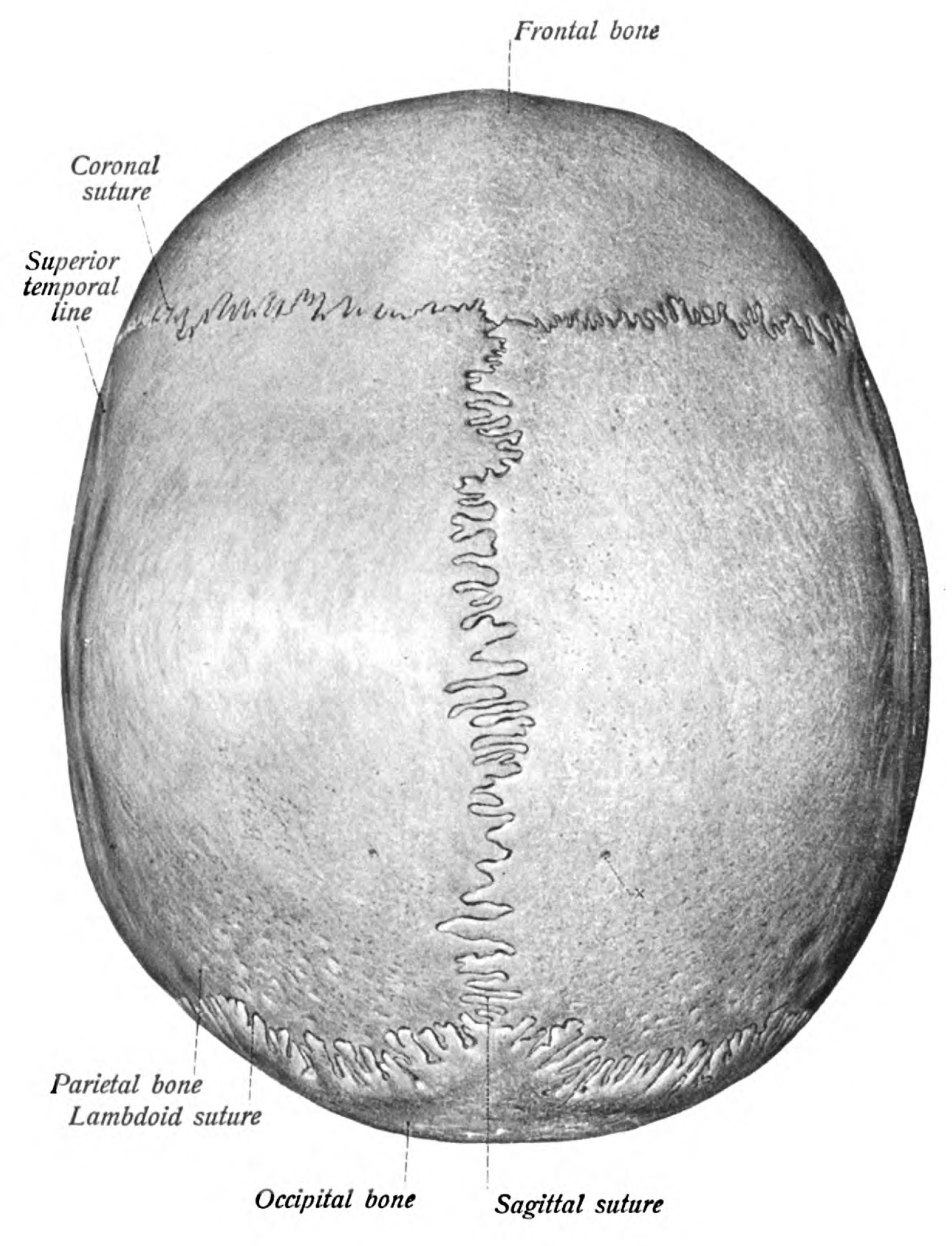
استخوان‌های پیشانی و آهیانه توسط درز تارک به یکدیگر متصل می‌شوند. دو استخوان جداری در درز پیکانی به هم وصل می‌شوند.